# دونالد برادمن
دونالد برادمن (انگلیسی: Donald Bradman؛ ۲۷ اوت ۱۹۰۸ – ۲۵ فوریهٔ ۲۰۰۱) یک بازیکن کریکت اهل استرالیا بود.
وی از سال ۱۹۲۸ تا ۱۹۴۸ میلادی برای تیم کریکت استرالیا بازی کرده است و از شاخص‌ترین بازیکنان کریکت کشور استرالیا در تمامی دوران می‌باشد.